# Culinária dos Bálcãs

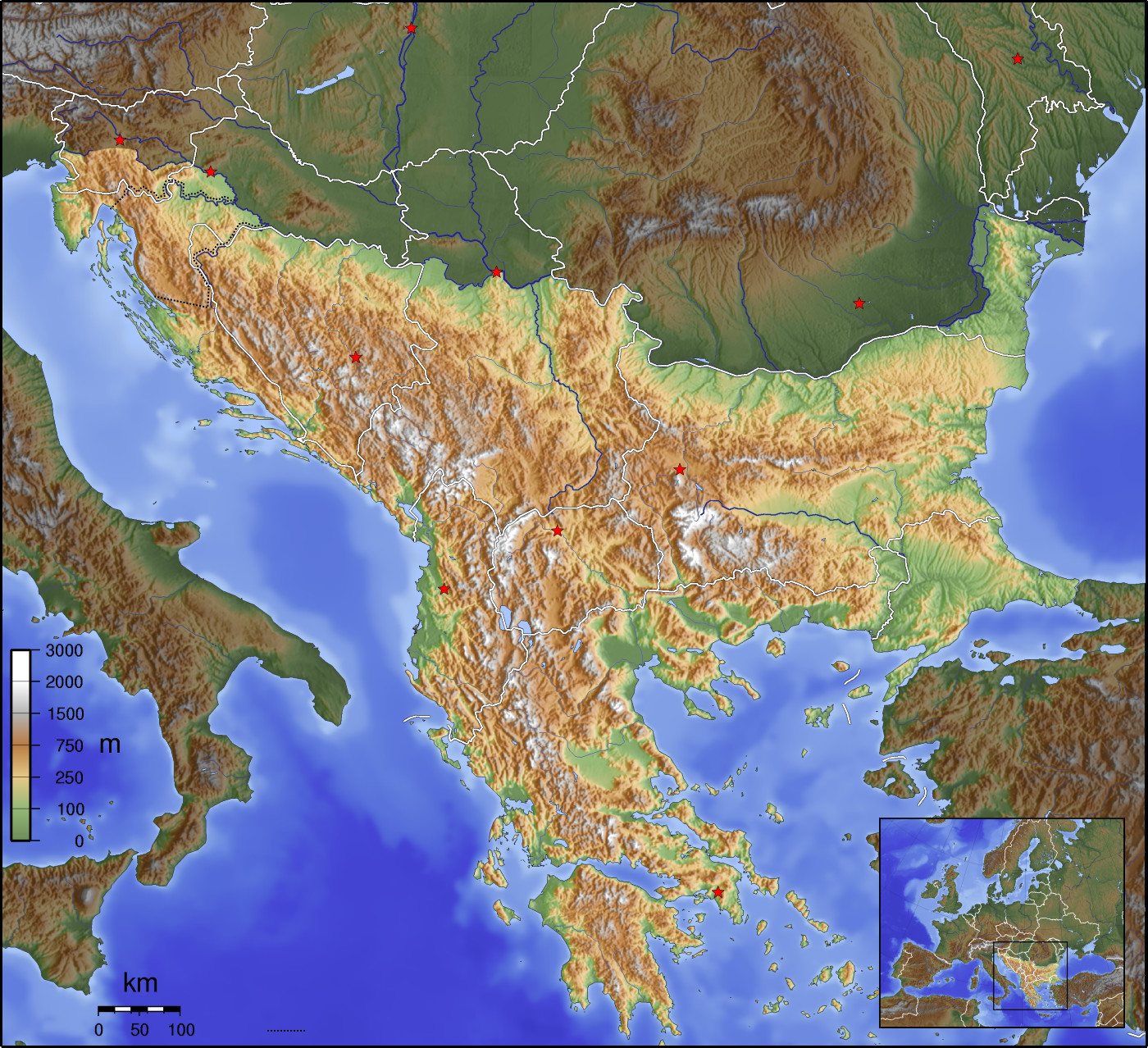
Mapa topográfico dos Bálcãs.

A culinária dos Bálcãs corresponde aos costumes comuns dos estados, regiões e povos localizados geograficamente na Península Balcânica. É caracterizada pelo emprego de uma grande variedade de diferentes ingredientes que tornaram os Bálcãs uma região com grande variedade de receitas culinárias. Parte da população, pelo fato de ser uma península rodeada pelo mar Mediterrâneo e o mar Negro, utiliza predominantemente peixes em sua culinária. Na culinária da população do interior, predominam as carnes e os vegetais procedentes da agricultura, desenvolvida em um clima temperado. A culinária dos Bálcãs possui uma mistura de influências oriundas dos países do leste europeu e de certas culinárias mediterrâneas.

## Ingredientes
Parte dos países e regiões que se encontram nos Bálcãs tem contato e sofrem a influência da culinária mediterrânea e, por isso, alguns dos ingredientes são oriundos dela. O costume de comer mezzes (similar a um aperitivo) é comum na maioria destes países. Também é comum o uso de produtos lácteos como ingredientes de alguns pratos como o popular kaymak.

## Culinárias
- Culinária da Albânia
- Culinária da Bósnia e Herzegovina
- Culinária da Bulgária
- Culinária da Croácia
- Culinária da Eslovênia
- Culinária da Grécia
- Culinária da Romênia
- Culinária da Sérvia
- Culinária da Turquia
- Culinária de Montenegro
- Culinária do Kosovo